# Беляев, Пётр Михайлович
Пётр Михайлович Беляев (1914—1980) — подполковник Советской Армии, участник Великой Отечественной войны, Герой Советского Союза (1945).

## Биография
Пётр Беляев родился 21 сентября 1914 года в селе Спасское (ныне — Кашинский район Тверской области) в крестьянской семье. После окончания неполной средней школы работал бригадиром в колхозе. В 1936 году был призван на службу в Рабоче-крестьянскую Красную Армию. В 1939 году он окончил курсы младших лейтенантов. С июня 1941 года — на фронтах Великой Отечественной войны. За годы войны трижды был ранен.
Принимал участие в обороне Тулы от танковых подразделений генерала Гудериана. Во время одного из боёв Беляев получил тяжёлое ранение. В мае 1942 года, выписавшись из госпиталя, Беляев был направлен на должность командующего ротой в мотострелковой бригаде. Впоследствии там же командовал батальоном. Участвовал в Курской битве, освобождении Харьковской области, битве за Днепр. На плацдарме на западном берегу Днепра в районе Григоровки Беляев был второй раз тяжело ранен, после чего несколько месяцев пролежал в госпитале. В феврале 1944 года вернулся в армию. Батальон под его командованием освобождал Проскуров (ныне — Хмельницкий), одним из первых в своём подразделении форсировал Вислу и занял позиции на Сандомирском плацдарме.
Отличился во время Берлинской операции. К тому времени гвардии майор Пётр Беляев командовал батальоном 22-й гвардейской мотострелковой бригады 6-го гвардейского танкового корпуса 3-й гвардейской танковой армии 1-го Украинского фронта. Зимой 1945 года батальон Беляева в числе других советских подразделений наступал на Берлин. Форсировав Тельтов-канал, бойцы батальона при поддержке танков и артиллерии участвовали в уличных боях в Берлине. В апреле 1945 года батальон уничтожил около 1500 немецких солдат и офицеров, захватил 2 танка, 25 автомашин, 25 станковых и 39 ручных пулемётов, а также взял в плен около 1700 немецких солдат и офицеров.
Указом Президиума Верховного Совета СССР от 27 июня 1945 года за «образцовое выполнение боевых заданий командования в боях за Берлин и проявленные при этом мужество и героизм» гвардии майор Пётр Беляев был удостоен высокого звания Героя Советского Союза с вручением ордена Ленина и медали «Золотая Звезда» за номером 8660.
После окончания войны Беляев продолжил службу в Советской Армии. В 1951 году он окончил курсы «Выстрел». В 1957 году в звании подполковника был уволен в запас. Проживал и работал в городе Жмеринка Винницкой области Украинской ССР. Умер 19 ноября 1980 года.
Был также награждён двумя орденами Красного Знамени, орденами Суворова 3-й степени, Александра Невского, Отечественной войны 1-й и 2-й степеней, двумя орденами Красной Звезды, а также рядом медалей.